# ブライアン・フック
ブライアン・フック（Brian H. Hook）はアメリカ合衆国国務省の元官僚。上級政策顧問兼政策企画本部長などを務めた。2020年8月にトランプ政権から離脱し、民間へ転身することを明らかにしている。

## イラン担当特別代表としての活動
ドナルド・トランプ政権下では、2018年後半からアメリカ国務省イラン担当特別代表として活動。イランとの核合意に反対し、最大限の圧力政策の推進を提言するなど対イラン強硬派として知られた。2020年8月6日に辞任したが、辞任直前にイランからベネズエラに向けて航行していたタンカー4隻の拿捕を指揮していたことが明らかになっている。